# Aiguille de la Tsa
L'Aiguille de la Tsa (3.668 m s.l.m. - detta anche il Cervino di Arolla) è una montagna delle Alpi del Weisshorn e del Cervino nelle Alpi Pennine. Si trova nel Canton Vallese in Svizzera.

## Descrizione

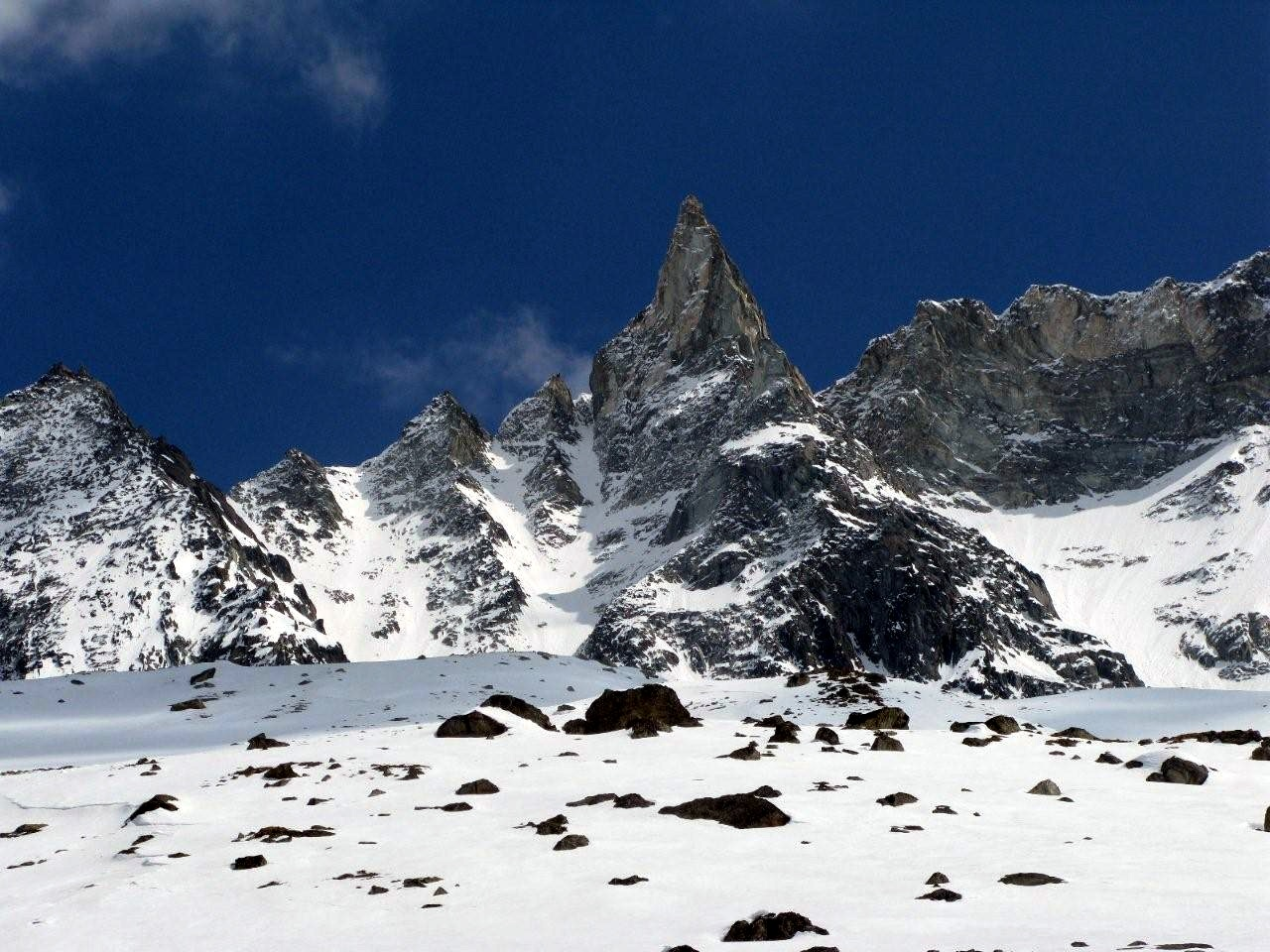
Versante ovest.

La montagna è situata tra Arolla e Ferpècle.